# Slag bij de Doggersbank (1696)
De Slag bij de Doggersbank is de naam van een zeeslag die plaatsvond op 17 juni 1696, tijdens de Negenjarige Oorlog. Het was een overwinning voor een Franse zeemacht van zeven schepen tegenover een Nederlandse vloot van koopvaardijschepen en de vijf oorlogsschepen die hen escorteerden.

## Slag
Op 17 juni 1696 ontdekte de Franse kaper Jan Baert een konvooi van 112 koopvaardijschepen die werden begeleid door vijf oorlogsschepen in de buurt van de Doggersbank.
De Fransen hadden meer oorlogsschepen en meer kanonnen dan de Nederlanders. Bovendien waren de Franse bemanningen uiterst ervaren en stonden ze onder bevel van een bijzonder bekwame commandant. Toch moesten de Fransen haast maken, want er was een groot Engels vlootdeel onder bevel van admiraal John Benbow op de hoogte van de Franse aanwezigheid en naar hen op zoek. 
De slag begon om ongeveer zeven uur 's avonds toen Jan Baert op zijn schip Maure het Nederlandse vlaggenschip Raadhuis-van-Haarlem aanviel. De Nederlanders vochten drie uur lang goed tot hun bevelhebber werd gedood. Toen gaven ze zich over, evenals de vier andere schepen, de een na de ander.
Jan Baert veroverde en verbrandde 25 koopvaardijschepen tot het smaldeel van Benbow in zicht kwam met 18 schepen. De Franse schepen ontnapten in de richting van Denemarken. Daar bleven ze tot juli, waarna ze op 27 september door de geallieerde blokkade heen Duinkerke wisten te bereiken met hun 1200 gevangenen.

## Schepen

### Frankrijk
- Maure, fregat, 54 stukken, vlaggenschip van kapitein Jan Bart: 15 doden, 16 gewonden.
- Adroit, fregat, 44 stukken
- Mignon, fregat, 44 stukken
- Jersey, fregat, 40 stukken
- Comte, fregat, 40 stukken
- Alcyon, fregat, 38 stukken
- Milfort, fregat, 36 stukken

- Tigre, vuurschip
- Saint Jean, sloep
- Deux Frères, sloep
- Lamberly, 8 stukken
- Bonne Espérance, 6 stukken

### Nederland
- Raadhuis-van-Haarlem, 44 stukken, vlaggenschip van kapitein Rutger Bucking: veroverd en verbrand
- Graaf van Solnis, 38 stukken, veroverd
- Wedam, 38 stukken, veroverd en verbrand
- ?, 24 stukken, veroverd en verbrand
- ?, 24 stukken, veroverd en verbrand
- 112 koopvaardijschepen, waarvan 25 veroverd en verbrand